# Rian Johnson
Rian Johnson (Silver Spring, 17 december 1973) is een Amerikaanse film- en televisieregisseur en scenarist. Hij is vooral bekend als regisseur van de films Brick (2005) en Looper (2012). In 2014 werd hij door Disney in dienst genomen om Star Wars: The Last Jedi (2017) te regisseren.

## Biografie

### Jeugd
Rian Johnson werd in 1973 geboren in Maryland, maar groeide op in San Clemente (Californië). Hij studeerde aan de San Clemente High School, waar hij later de film Brick (2005) zou opnemen. In 1996 behaalde hij een diploma aan de USC School of Cinematic Arts, de filmschool van de University of Southern California.

### Carrière

#### Film
In 1996 schreef en regisseerde Johnson de korte film Evil Demon Golfball from Hell!!!, die gebaseerd was op het horrorverhaal The Tell-Tale Heart (1843) van schrijver Edgar Allan Poe. De korte film werd later als bonusmateriaal toegevoegd aan de dvd van Looper (2012).
In 2005 maakte Johnson zijn regiedebuut met de misdaadfilm Brick. Voor de opnames van de film, die grotendeels plaatsvonden in zijn vroegere school, werkte hij voor het eerst samen met acteur Joseph Gordon-Levitt. Johnson liet zich voor de film inspireren door de detectiveverhalen van de Amerikaanse auteur Dashiell Hammett.
In 2008 volgde zijn tweede langspeelfilm, de komedie The Brothers Bloom. De film beschikte over een sterrencast bestaande uit Rachel Weisz, Adrien Brody, Mark Ruffalo, Rinko Kikuchi en Maximilian Schell, maar bracht desalniettemin weinig op. Het budget van de film bedroeg zo'n 20 miljoen dollar, maar bracht slechts een vierde van dat bedrag op.
Vier jaar later regisseerde Johnson de sciencefictionthriller Looper (2012). Voor die film werkte hij opnieuw samen met Gordon-Levitt. Looper werd een groot succes: de film bracht meer dan 175 miljoen dollar op en werd bekroond met onder meer een National Board of Review Award.
In 2014 werd Johnson in dienst genomen om Star Wars: Episode VIII – The Last Jedi (2017) te regisseren. Hij schreef ook het scenario voor de film.

#### Overige projecten
In 2009 regisseerde Johnson een aflevering van de televisieserie Terriers. Een jaar later mocht hij ook voor het eerst meewerken aan de populaire misdaadserie Breaking Bad. In totaal zou hij drie afleveringen van de reeks regisseren. Voor de aflevering "Fifty-One" ontving hij in 2012 een Directors Guild of America Award.
In 2006 regisseerde hij ook de videoclip voor het nummer "Woke Up New" van The Mountain Goats, van wie hij een grote fan is. Hij werd door zanger John Darnielle gevraagd om de clip te regisseren nadat die een verwijzing naar de band had opgemerkt in de film Brick. Later nam Johnson ook een live-uitvoering van het album The Life of the World to Come (2009) op.

## Prijzen en nominaties
Directors Guild of America Award
2012 – Outstanding Directorial Achievement in Dramatic Series: Breaking Bad (aflevering "Fifty-One") (gewonnen)
Writers Guild of America Award
2013 – Best Original Screenplay: Looper (genomineerd)

## Filmografie

### Film
| Jaar | Titel                                   | Regisseur | Scenarist |
| ---- | --------------------------------------- | --------- | --------- |
| 2005 | Brick                                   |           |           |
| 2008 | The Brothers Bloom                      |           |           |
| 2012 | Looper                                  |           |           |
| 2017 | Star Wars: Episode VIII – The Last Jedi |           |           |
| 2019 | Knives Out                              |           |           |
| 2022 | Glass Onion: A Knives Out Mystery       |           |           |

### Televisie
| Jaar      | Titel        | Aflevering(en)             |
| --------- | ------------ | -------------------------- |
| 2009      | Terriers     | Manifest Destiny           |
| 2010–2013 | Breaking Bad | Fly, Fifty-One, Ozymandias |

- Biblioteca Nacional de España: XX4586049
- Bibliothèque nationale de France: cb162058075 (data)
- Gemeinsame Normdatei: 1090208952
- International Standard Name Identifier: 0000 0001 1845 4105
- Library of Congress Control Number: no2005117555
- MusicBrainz: ebcefa3a-42e3-4d11-b7de-b6e79e4648b4
- Nationale Bibliotheek van Tsjechië: ola2008455475
- Nationale Bibliotheek van Israël: 987007386868605171
- Nederlandse Thesaurus van Auteursnamen: 298323222
- Istituto Centrale per il Catalogo Unico: RAVV581638
- Système universitaire de documentation: 123469236
- Virtual International Authority File: 103695868
- WorldCat: E39PBJth3xrKvXKDCwBbvT89jC